# Bonnie & Clyde
«Bonnie & Clyde» (рус. «Бонни и Клайд») — третий сингл немецкой панк-рок группы Die Toten Hosen с девятого студийного альбома, «Opium fürs Volk».

## Песня
«Bonnie & Clyde» — романтическая история о вспыхнувшей с первого взгляда любви; возникшее чувство лирический герой песни сравнивает с любовью легендарных Бонни и Клайда.

## Видео
Режиссёром клипа на песню «Bonnie & Clyde» (как и на заглавную песню следующего сингла группы) выступил Ральф Шмерберг.
По сюжету клипа метафорическое сравнение влюблённых с Бонни и Клайдом воплощается в реальность: главный герой песни (роль которого играет вокалист Die Toten Hosen Кампино) и его возлюбленная действительно начинают вести криминальный образ жизни, за что и попадают за решётку. Освобождённые из полицейского участка друзьями главного героя (в этих ролях выступают другие музыканты группы) влюблённые-преступники, как и взятые ими за пример для подражания Бонни и Клайд, в конце концов гибнут, сгорая во взорвавшемся автомобиле при попытке к бегству.
Кадры из клипа, взятые из сцены ограбления «Бонни и Клайдом» инкассаторской машины, можно видеть на обложке сингла.

## Список композиций
- «Bonnie & Clyde» (Брайткопф/Фреге) − 3:30
- «Kleiner Junge» (фон Хольст/Фреге) − 3:58
- «Herzglück harte Welle» (Роде/Фреге) — 1:57
- «Do You Love Me» (Стэнли, Эзрин, Фоули) − 3:11 (кавер «Kiss»)

## Чарты
| Год  | Страна   | Позиция |
| ---- | -------- | ------- |
| 1996 | Германия | 33      |

## Дополнительные факты
- В 1999 году группа записала англоязычную версию песни для альбома «Crash-Landing».
- Американская группа Luna выпустила свою кавер-версию песни на альбоме «Lunafied». Другая известная немецкая панк-группа, Die Ärzte, исполнила свою версию «Bonnie & Clyde» на концерте в 1998 году; эта версия позже вышла на их сингле «Die Schönen und das Biest: Elke (live)».